# Konsolidacja (logistyka)
Konsolidacja – proces łączenia niewielkich przesyłek (między innymi od różnych dostawców dla różnych odbiorców) w celu transportu ich w jednym kontenerze. Przesyłki takie nazywane są również niepełnokontenerowymi lub drobnicą (LCL – Less than Container Load).
W celu transportu np. z Azji do Europy dóbr mieszczących się na czterech paletach usługa pełnokontenerowa byłaby nieopłacalna, więc można skorzystać z konsolidacji - towar zostaje dostarczony (zwykle ciężarówką) do magazynu w którym odbywa się konsolidacja przesyłki razem z innymi do jednego kontenera, po czym ten kontener zostaje wyekspediowany (zwykle drogą morską - jeśli konsolidacja miała miejsce w głębi lądu zwykle wchodzi w grę dostarczenie kontenera do portu samochodem, pociągiem lub z wykorzystaniem żeglugi śródlądowej). Po dotarciu do portu docelowego dostarcza się kontener do magazynu w którym odbywa się dekonsolidacja i dostarczenie dóbr do poszczególnych odbiorców.
Do transportu drobnicy wykorzystuje się dokładnie takie same kontenery co do przesyłek pełnokontenerowych.